# Olivier Mathot
Pour les articles homonymes, voir Mathot.
Claude Plaut, dit Olivier Mathot, est un acteur et réalisateur français né le 22 juin 1924 dans le 13e arrondissement de Paris et mort à Vallauris (Alpes-Maritimes) le 27 décembre 2011.

## Biographie
Neveu de Léon Mathot (son oncle maternel, dont il prend le nom de famille comme nom de scène), il commence sa carrière au cinéma en 1944 et fait de nombreuses apparitions dans des films tournés par des cinéastes comme Gilles Grangier, Jean Dréville, Raymond Bernard, Sacha Guitry ou Christian-Jaque. En 1952, il est révélé L'Athlète aux mains nues, un film sur la vie du saint catholique Michel Garicoïts. Cependant, il revient vite aux seconds rôles.  À partir des années 1970, il bifurque vers la série B, voire Z, et le cinéma d'exploitation, tournant de nombreux films à petit budget - principalement des productions Eurociné - sous la direction de Jess Franco, Alain Payet, ou Michel Lemoine. Il apparaît également dans des films érotiques et pornographiques. Il réalise lui-même quelques films dans les années 1980.

## Filmographie

### Acteur
- 1944 : Le Cavalier noir de Gilles Grangier
- 1945 : La Route du bagne de Léon Mathot
- 1946 : Torrents de Serge de Poligny
- 1947 : La Grande Maguet de Roger Richebé
- 1948 : Une paire de gifles de Jean Loubignac (court métrage)
- 1949 : Le Grand Rendez-vous de Jean Dréville
- 1950 : Le Tampon du capiston de Maurice Labro
- 1951 : La Plus Belle Fille du monde de Christian Stengel
- 1952 :  L'Athlète aux mains nues de Marcel Garand
- 1952 : Le Jugement de Dieu de Raymond Bernard
- 1952 : Piédalu fait des miracles de Jean Loubignac
- 1952 : La Dame aux camélias de Raymond Bernard
- 1953 : Si Versailles m'était conté… de Sacha Guitry
- 1954 : Madame du Barry de Christian-Jaque
- 1954 : Tabor de Georges Péclet
- 1955 : Mademoiselle de Paris de Walter Kapps
- 1956 : Du sang sous le chapiteau de Georges Péclet
- 1957 : Deuxième Bureau contre inconnu de Jean Stelli
- 1957 : Incognito de Patrice Dally
- 1958 : Des femmes disparaissent d'Édouard Molinaro
- 1959 : Le Secret du chevalier d'Éon de Jacqueline Audry
- 1961 : Une blonde comme ça de Jean Jabely
- 1962 : Mélodie en sous-sol d'Henri Verneuil
- 1963 : Ballade pour un voyou de Claude-Jean Bonnardot
- 1964 : L'Abonné de la ligne U de Yannick Andreï
- 1964 : Trois Dollars de plomb de Pino Mercanti
- 1965 : Du rififi à Paname de Denys de La Patellière
- 1966 : Le Voyage du père de Denys de La Patellière
- 1968 : L'Astragale de Guy Casaril
- 1969 : Hibernatus d'Édouard Molinaro
- 1971 : Femme mariée cherche jeune homme de Juan Xiol
- 1972 : L'Archisexe de Patrice Rhomm
- 1973 : Avortement clandestin ! de Pierre Chevalier
- 1973 : Le commando des chauds lapins de Guy Pérol
- 1974 : Célestine, bonne à tout faire de Jess Franco
- 1974 :  Aux frontières du possible  : épisode : Le dernier rempart de Claude Boissol
- 1974 : L'Amour aux trousses de Jean-Marie Pallardy
- 1974 : Les Fargeot de Patrick Saglio
- 1975 : Les Dépravées du plaisir (ou Le Gibier) de Bernard Launois
- 1975 : Les Chatouilleuses de Jesús Franco
- 1976 : Draguse ou le manoir infernal de Patrice Rhomm
- 1976 : L'Homme à la tête coupée de Juan Fortuny
- 1976 : La Fessée ou les Mémoires de monsieur Léon maître-fesseur de Claude Bernard-Aubert
- 1976 : Dora, la frénésie du plaisir de Willy Rozier : Bellemont
- 1977 : Le Cabaret des filles perverses de Jesús Franco
- 1977 : Elsa Fräulein SS de Patrice Rhomm
- 1977 : Helga, la louve de Stilberg d'Alain Payet
- 1977 : Train spécial pour Hitler d'Alain Payet
- 1977 : French érection d'Alain Payet
- 1978 : Les Cuissardes de Michel Lemoine
- 1979 : Le Droit de cuissage de Claude Bernard-Aubert
- 1980 : Une si jolie petite fille de Jacques Péroni
- 1980 : Une fille pour les cannibales de Jesús Franco et Francesco Prosperi
- 1980 : Deux Espionnes avec un petit slip à fleurs (Ópalo de fuego : Mercaderes del sexo) de Jesús Franco
- 1981 : Adorable Lola de Gérard Kikoïne
- 1982 : Cécilia d'Olivier Mathot
- 1982 : La Chute de la maison Usher de Jesús Franco
- 1982 : Dans la chaleur de Saint-Tropez (ou Attention fillettes) de Gérard Kikoïne : le père de Karine
- 1983 : Les Diamants du Kilimanjaro de Jesús Franco
- 1984 : Viol, la grande peur (réalisé en 1978) de Peter Knight (Pierre Chevalier)
- 1984 : Initiation pour une pucelle d'Olivier Mathot
- 1985 : Échange de femmes pour le week-end de Michel Lemoine
- 1985 : Sens interdits de Jean-Luc Brunet
- 1986 : L'Île des jouissances sauvages de Michel Lemoine
- 1991 : À la poursuite de Barbara de Jesús Franco

### Réalisateur
- 1980 : Terreur cannibale, coréalisé avec Alain Deruelle et Julio Pérez Tabernero
- 1982 : Piège pour une femme seule (Altri desideri particolari), coréalisé avec Andrea Bianchi
- 1983 : La Chute de la maison Usher (El hundimiento de la casa Usher), coréalisé avec Jesús Franco
- 1983 : Cecilia (Aberraciones sexuales de una mujer casada)
- 1983 : Les Diamants du Kilimandjaro (El tesoro de la diosa blanca), coréalisé avec Jesús Franco
- 1983 : Viols en cornettes (film X)[2]
- 1984 : Initiation pour une pucelle ou Ève ou l'Expérience amoureuse (film X)[3]
- 1984 : Piège aux belles ou L'Escroquerie (Beauty Trap)[4]

## Théâtre
- 1949 : Sébastien d'Henri Troyat, mise en scène Alfred Pasquali,  théâtre des Bouffes-Parisiens